# ФК Кадиз
Фудбалски клуб Кадиз (шп. Cádiz Club de Fútbol) шпански је фудбалски клуб из Кадиза основан 1910. године. Домаће утакмице игра на стадиону Рамон де Каранза капацитета 20.724 места. Сезоне 2019/20. клуб је освојио Другу лигу Шпаније и на тај начин се први пут од 2006. пласирао у највиши ранг такмичења.